# Xiaochengren
 (décembre 2023).
Si vous disposez d'ouvrages ou d'articles de référence ou si vous connaissez des sites web de qualité traitant du thème abordé ici, merci de compléter l'article en donnant les références utiles à sa vérifiabilité et en les liant à la section « Notes et références ».
Xiaochengren (mandchou : ᡥᡳᠶᠣᠣᡧᡠᠩᡤᠠ
ᡠᠨᡝᠩᡤᡳ
ᡤᠣᠰᡳᠨ
ᡥᡡᠸᠠᠩᡥᡝᠣ, translit. : hiyoošungga unenggi gosin hūwangheo ; chinois simplifié : 孝诚仁皇后 ; chinois traditionnel : 孝誠仁皇后 ; pinyin : xiàochéngrén huánghòu), née le 26 novembre 1653 et décédée en couches le 16 juin 1674 est une impératrice mandchoue, de la dynastie Qing, née dans le clan Hešeri (en) et épouse de l'empereur Kangxi à l'âge de 12 ans en 1665.